# Castel d'Azzano
Castel d'Azzano is een gemeente in de Italiaanse provincie Verona (regio Veneto) en telt 10.825 inwoners (31-12-2004). De oppervlakte bedraagt 9,7 km², de bevolkingsdichtheid is 1116 inwoners per km².
De volgende frazioni maken deel uit van de gemeente: Azzano, Baccacivetta, La Rizza, San Martino, Forette.

## Demografie
Castel d'Azzano telt ongeveer 3857 huishoudens. Het aantal inwoners steeg in de periode 1991-2001 met 9,8% volgens cijfers uit de tienjaarlijkse volkstellingen van ISTAT.
| Jaar | Inwoneraantal |
| ---- | ------------- |
| 1991 | 9329          |
| 2001 | 10.242        |

## Geografie
De gemeente ligt op ongeveer 44 m boven zeeniveau.
Castel d'Azzano grenst aan de volgende gemeenten: Buttapietra, Verona, Vigasio, Villafranca di Verona.